# Папа Јован XXIII
Папа Јован XXIII (лат. Papa Ioannes Vicesimus Tertius; Сото ил Монте, Италија, 25. новембар 1881 – Ватикан, 3. јун 1963), световно име Анђело Ронкали, је био 261. папа од 28. октобра 1958. до 3. јуна 1963.
Папа Фрања је, 27. априла 2014. године, папу Јована XIII и папу Јована Павла II прогласио за свеце.

## Ранији живот
Анђело Ђузепе Ронкали родио се 25. новембра 1881. у малом планинском селу Сото ил Монте код Бергама, у сељачкој породици. Анђело је био четврто од тринаестеро деце, колико су их имали његови родитељи Ђиовани Батиста Ронкали и Маријана, рођена Мазола. У десетој години осетио је позив да служи Богу, те одлази у семениште у Бергаму. Након семеништа прелази на Институт св. Аполинара у Риму, где је 10. августа 1904. заређен за свештеника. У међувремену од 30. новембра 1901. до 30. новембра 1902. служи војни рок у 73. пешачкој пуковнији бригаде Ломбардија.
Након заређења Ронкали се враћа кући и у Бергаму га за секретара узима бискуп Ђиакомо Радини-Тедечи (1859 – 1914), те предаје црквену историју на семеништу. Године 1914. бискуп Радини-Тедечи умире, а Ронкали је регрутован у Првом светском рату као санитетски поднаредник, а затим као војни капелан. Папа Бенедикт XV поставља га 1920. за председника мисијског апостолата за Италију (Consiglio cetrale dell'Opera della Propagazione della Fede). Своје слободно време је посветио писању о светом Карлу Боромејском (Карло Боромео, 1538. – 1584), којег је необично ценио. Радећи на томе у миланској библиотеци „Амброзијана”, упознао је кардинала Ачилеа Ратија (1857-1939). Када је кардинал Рати постао папа Пије , упућује Ронкалија у дипломатску службу. Папа га именује бискупом 19. марта 1925. и шаље за Апостолског визитатора у Бугарској. У новембру 1934. Света Столица га унапређује у служби за Апостолског делегата у Турској и Грчкој. Већ тада се заузимао за приближавање осталим хришћанима, посебно „православној браћи”. За време Другог светског рата помогао је многим Жидовима који су бежали од прогона. Папа Пије  поставља га 1. јануара 1945. године за нунција у тек ослобођеном Паризу. Осам година касније 15. јануара 1953. папа Пије XII именује га кардиналом а потом и патријархом Венеције. Том приликом кардинал Ронкали је рекао: „Долазим из понизности и одгојен сам у задовољном и благословљеном сиромаштву. Провидност ме одвела из мога родног места. Упознала ме са различитим народима, религијама, идеологијама. Мене је увек више занимало оно што нам је заједничко, него оно што нас дели”. За кардинала Ронкалија то је требао да буде частан умировљенички положај.

## Избор за папу
У октобру 1958. умире папа Пије XII и кардинал Ронкали одлази на конклаве у Рим. На конклавама учествује педесет један кардинал. Његово име се спомиње као једно од могућих наследника папе Пачелија, али на њега нико озбиљно не рачуна. Биле су то неизвесне конклаве. Касније је папа имао обичај да говори: „Наша су имена одскакивала унутар-изван, као леблебије у здели.” И напокон, 28. октобра 1958. године, након једанаест кругова гласања и с тридесет осам гласова, изабран је за наследника светог Петра. Упитан које ће име узети као папа, одговорио је: „Зваћу се Јован - (Ioannes Vocabor), по узору на свог оца, на Јована Крститеља и Јована Апостола”. Било је то прво од изненађења које ће уследити.